# Nature morte aux géraniums
Nature morte aux géraniums est un tableau à l'huile sur toile réalisé en 1910 par Henri Matisse.
La peinture fait partie de la collection de la Pinakothek der Moderne de Munich, à qui elle fut donnée en 1912, devenant ainsi, selon le musée, le premier Matisse à entrer dans une collection publique. Nature morte aux géraniums était l'une des six peintures de la collection du musée à avoir survécu à la Seconde Guerre mondiale.
Cette œuvre particulière ne doit pas être confondue avec la peinture de 1906 de Matisse Nature morte au Géranium, qui est détenue par l'Art Institute of Chicago, ou sa toile de 1912 Pot de Géraniums conservée à la National Gallery of Art de Washington (Juan Gris a également peint Pot de géraniums en 1915, vendu aux enchères en 2007).